# Giardino Catherine Labouré

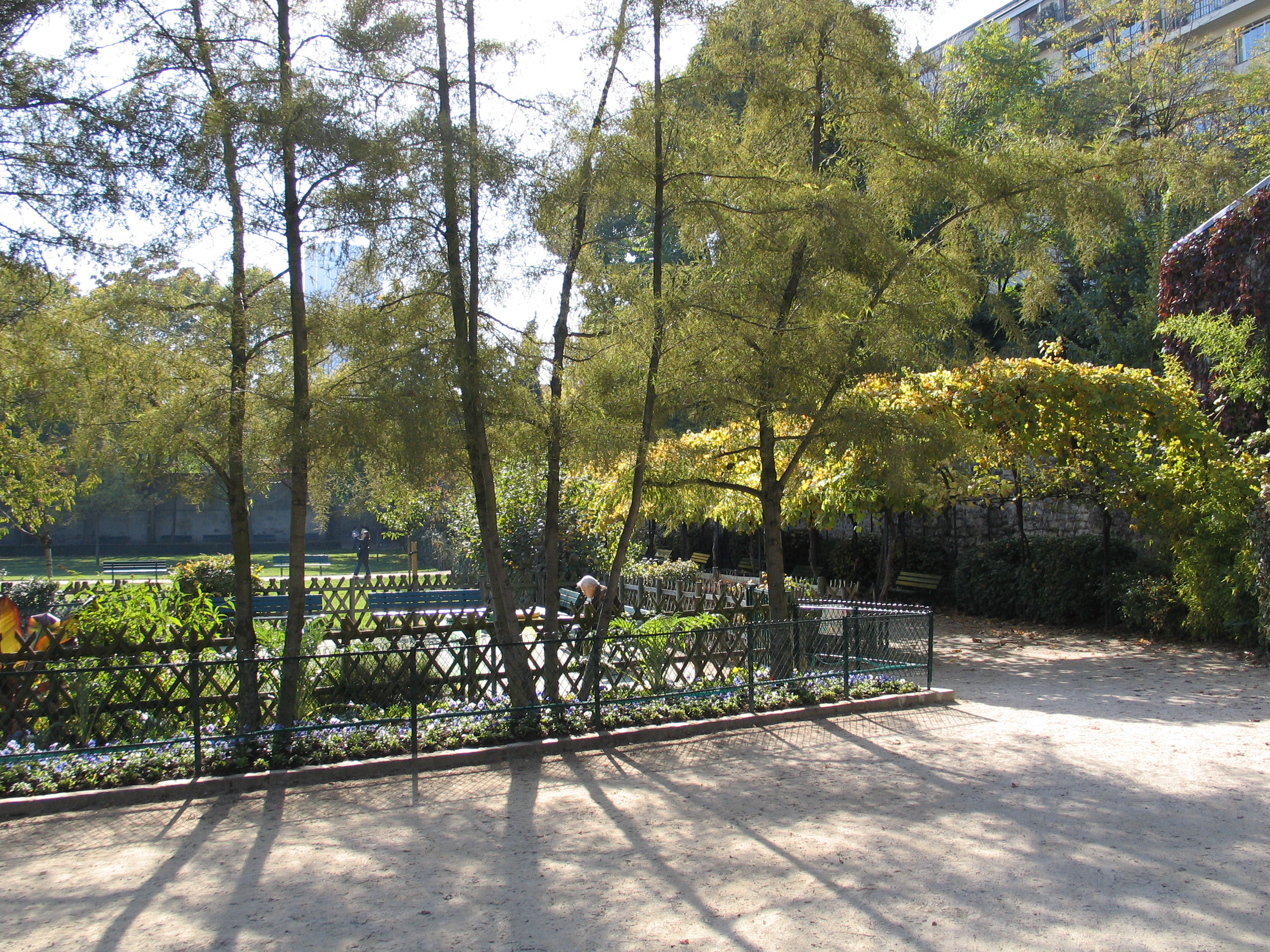
Giardino Catherine-Labouré, scorcio

Il giardino Catherine-Labouré è un'area verde del  VII arrondissement di Parigi, nei quartieri Invalides, École-Militaire e Saint-Thomas-d'Aquin

## Storia
Questo giardino è stato aperto al pubblico a seguito di una convenzione stipulata nel 1977 fra il comune di Parigi e le Figlie della carità di San Vincenzo de' Paoli.
Il suo nome perpetua il ricordo di santa santa Caterina Labouré, giovane religiosa, alla quale, nel XIX secolo, apparve la Vergine nella cappella adiacente al giardino: è a seguito di queste apparizioni che la cappella è stata denominata Cappella di Nostra Signora della Medaglia miracolosa.
Nascosto dietro le sue alte mura, questo antico giardino delle religiose è ombreggiato da un pergolato, piante di vite e numerosi alberi da frutto. Vi si trovano un orto e dei giochi per bambini.

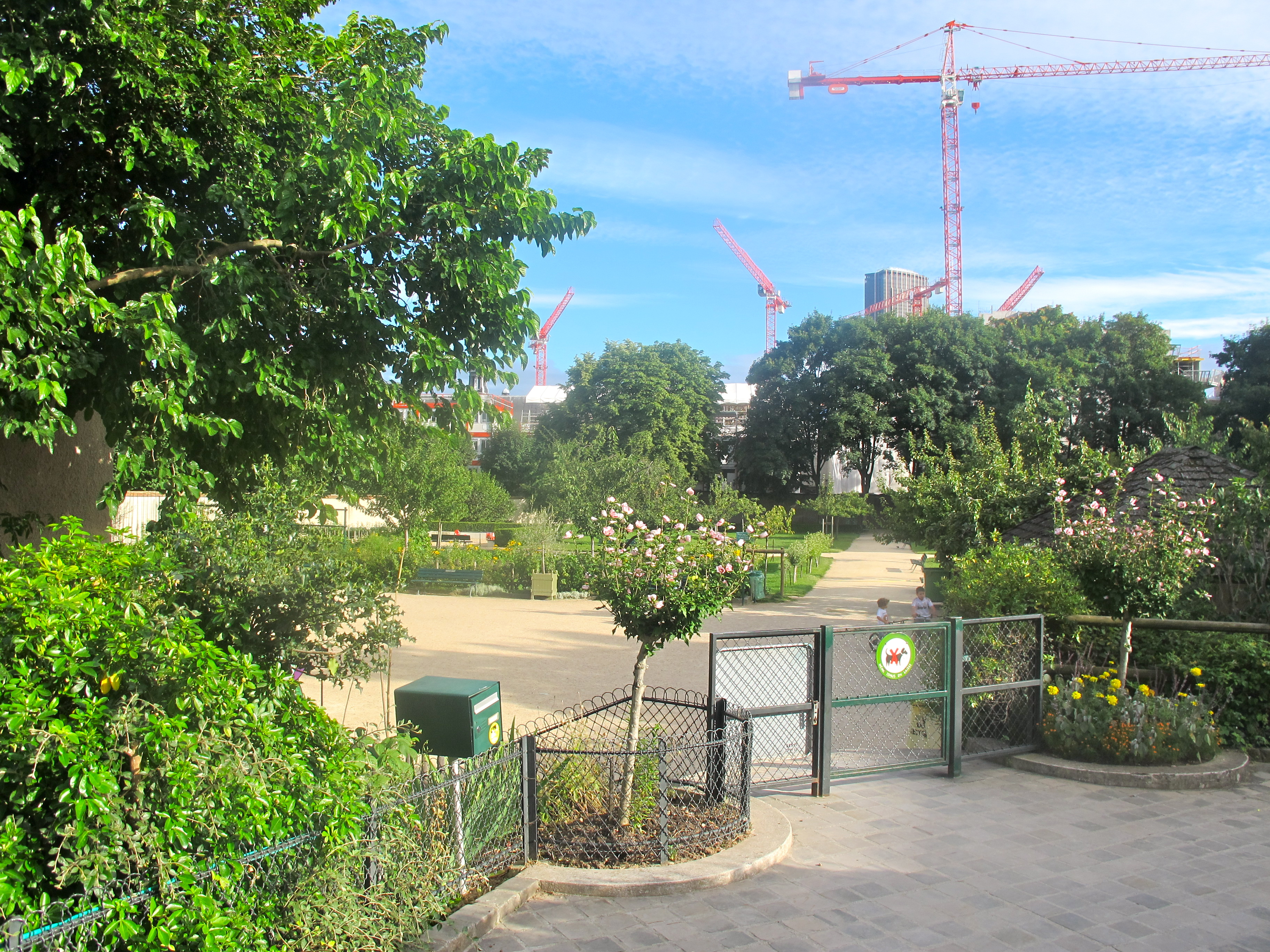
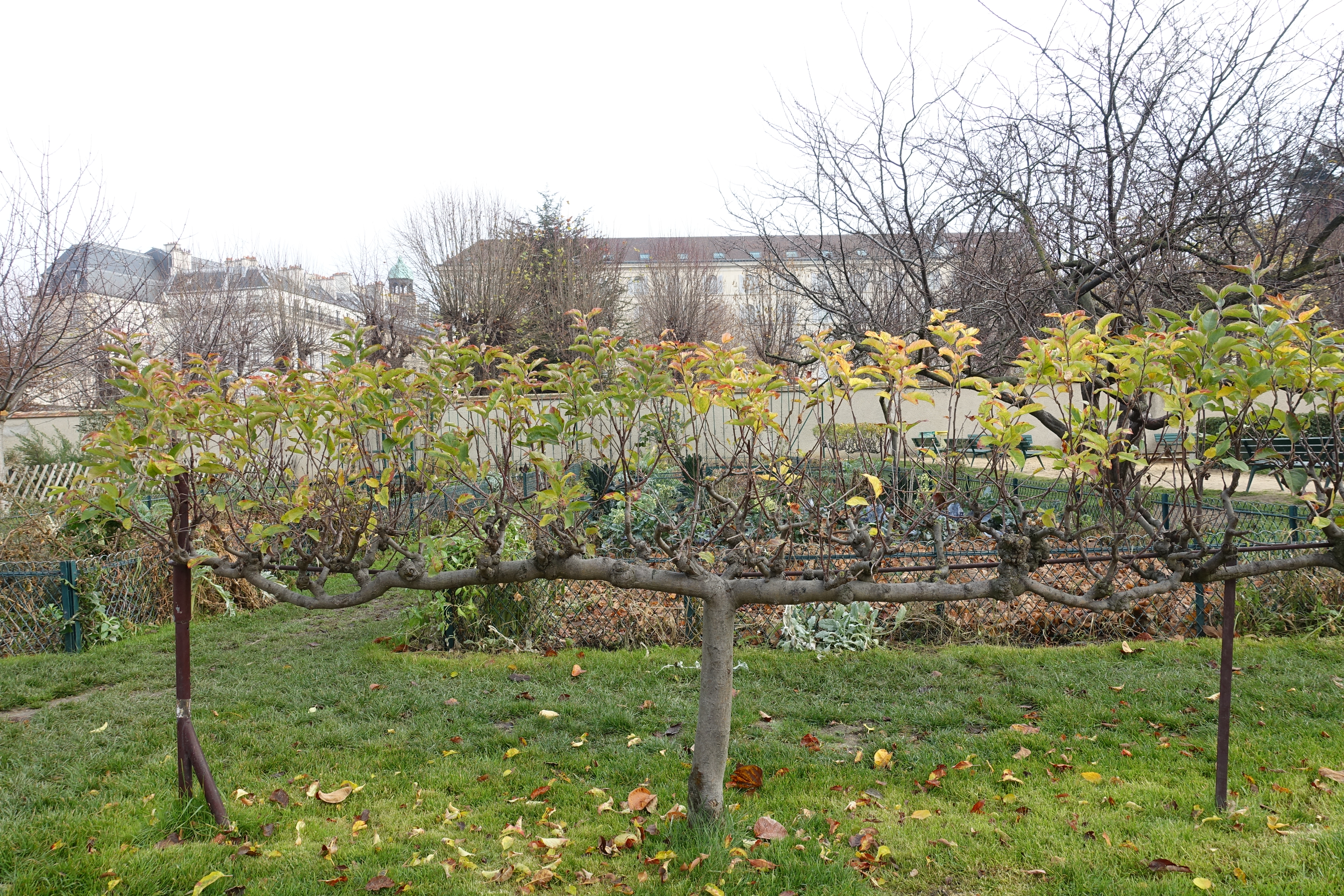
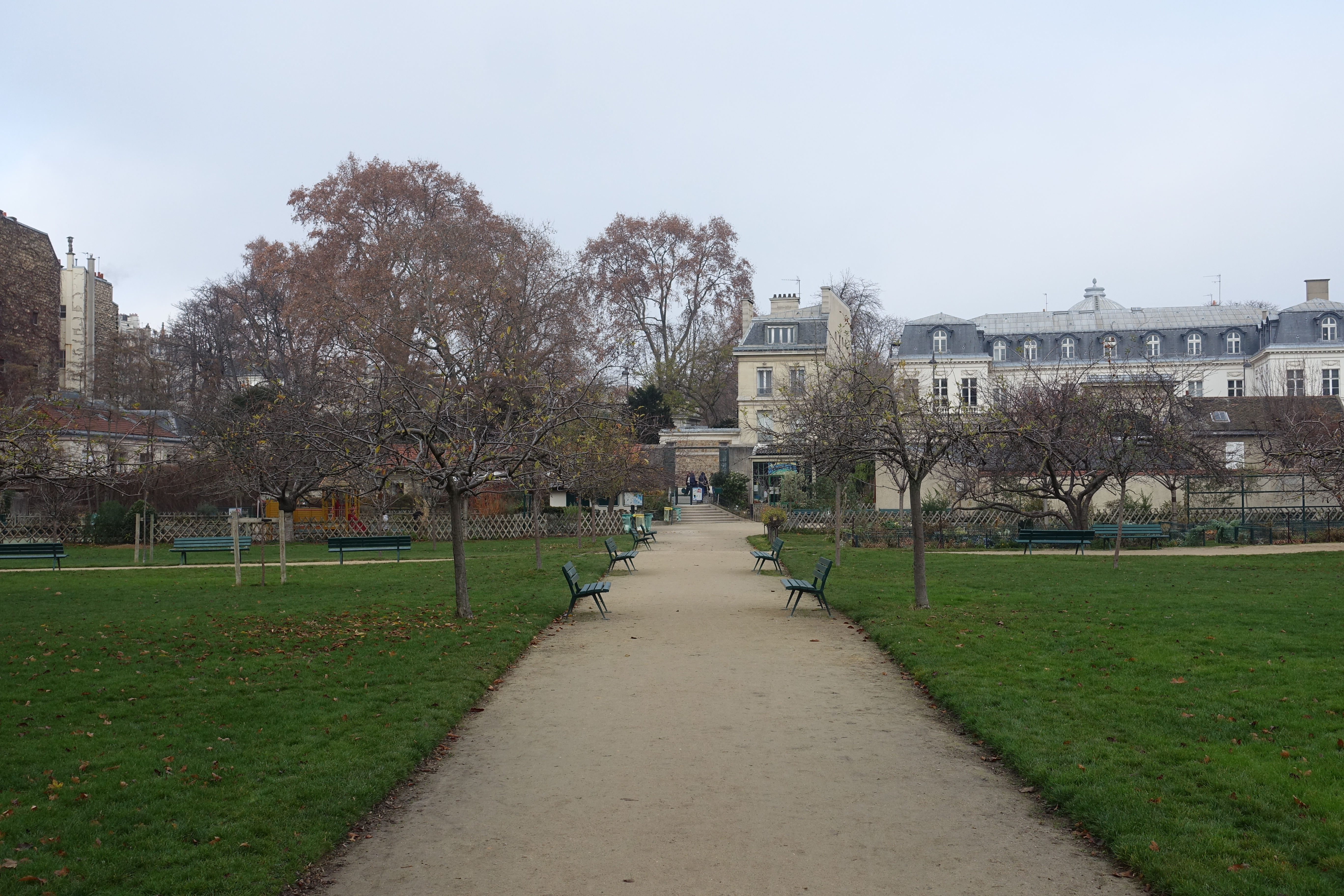
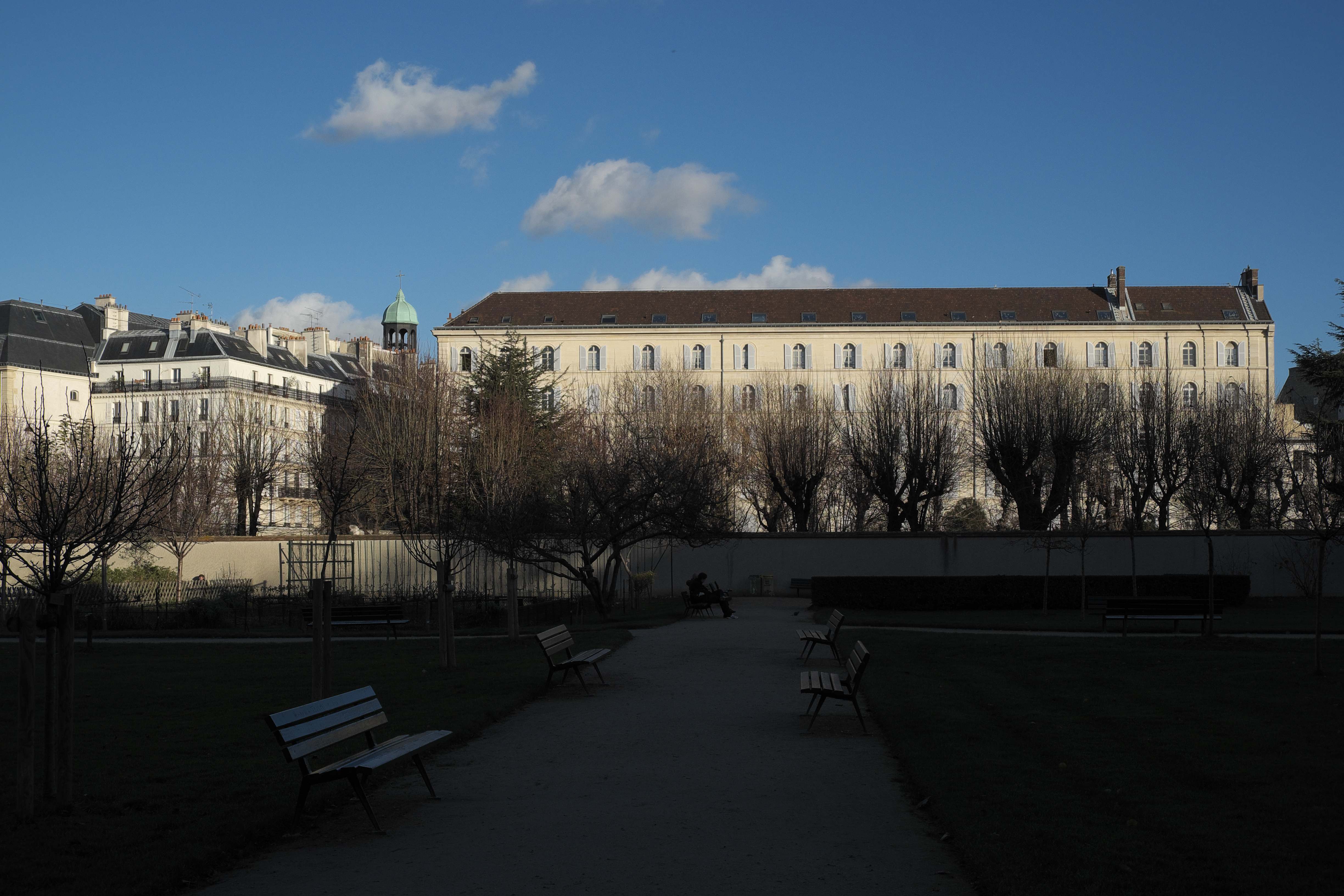

## Accesso e collegamenti
Il giardino è accessibile dal n. 29 di rue de Babylone.
Esso è servito dalle linee 10 e 12 della metropolitana attraverso la stazione di  Sèvres - Babylone  e dalla linea urbana dei bus RATP n. 87.